# Diplopterygium
Diplopterygium es un género con 29 especies de plantas vasculares perteneciente a la familia Gleicheniaceae. Es originario de  América y Asia tropical.

## Algunas especies
- Diplopterygium bancroftii  	(Hook.) A.R.Sm.
- Diplopterygium blotianum 	(C.Chr.) Nakai
- Diplopterygium brunei 	(H.Christ) Nakai
- Diplopterygium cantonensis 	(Ching) Nakai